# 闇の国のアリス/波紋
「闇の国のアリス/波紋」（やみのくにのアリス/はもん）は、日本のバンドDのメジャー2枚目のシングル。2008年9月3日発売。

## 概要
3タイプに分かれており、Aタイプは「闇の国のアリス」のビデオクリップを収録したDVD付、B、Cタイプはそれぞれ収録曲が異なる。
「闇の国のアリス」は、映画『トワイライトシンドローム デッドゴーランド』主題歌及び日本テレビ系『音楽戦士 MUSIC FIGHTER』8月度エンディングテーマで、Dの楽曲が映画にタイアップされるのはこの作品が初めてとなる。
「波紋」はニンテンドーDSゲームソフト『トワイライトシンドローム〜禁じられた都市伝説〜』エンディングテーマ。

## 収録曲
1. 闇の国のアリス
（作詞・作曲：ASAGI）
2. 波紋
（作詞・作曲：ASAGI）
3. 闇の国のアリス (Voiceless)
  - Mad Tea Party
（作詞・作曲：ASAGI） Bタイプに収録
  - Rosarium
（作詞・作曲：ASAGI） Cタイプに収録